# Gustaf Malmström
Gustaf Hjalmar Malmström (ur. 4 lipca 1884, zm. 24 grudnia 1970) – szwedzki zapaśnik walczący w stylu klasycznym. Dwukrotny olimpijczyk. Srebrny medalista ze Sztokholmu 1912 i piąty w Londynie 1908. Walczył w wadze lekkiej.
Srebrny medalista mistrzostw świata w 1911. Mistrz Europy w 1907 i 1909 roku. Mistrz kraju w 1909 i drugi w 1913 roku.

## Letnie Igrzyska Olimpijskie 1908
| Konkurencja            | Rundy eliminacyjne       | Rundy eliminacyjne     | Rundy eliminacyjne   | Klas. końcowa |
| Konkurencja            | 1/16                     | 1/8                    | 1/4                  | Miejsce       |
| ---------------------- | ------------------------ | ---------------------- | -------------------- | ------------- |
| 66,6 kg styl klasyczny | George MacKenzie (GBR) Z | Frits Bruseker (NED) Z | Enrico Porro (ITA) P | 5.            |

## Letnie Igrzyska Olimpijskie 1912
| Konkurencja            | Rundy eliminacyjne      | Rundy eliminacyjne     | Rundy eliminacyjne  | Rundy eliminacyjne     | Rundy eliminacyjne      | Rundy eliminacyjne | Rundy eliminacyjne | Runda finałowa           | Runda finałowa    | Klas. końcowa |
| Konkurencja            | Przeciwnik I            | Przeciwnik II          | Przeciwnik III      | Przeciwnik IV          | Przeciwnik V            | Przeciwnik VI      | Przeciwnik VII     | Przeciwnik I             | Przeciwnik II     | Miejsce       |
| ---------------------- | ----------------------- | ---------------------- | ------------------- | ---------------------- | ----------------------- | ------------------ | ------------------ | ------------------------ | ----------------- | ------------- |
| 67,5 kg styl klasyczny | Vihtori Urvikko (FIN) Z | Paul Tirkkonen (FIN) Z | Ernő Márkus (HUN) Z | Viktor Fischer (AUT) Z | Volmar Wikström (FIN) Z | Emil Väre (FIN) P  | Wolny los Z        | Edvin Mathiasson (SWE) Z | Emil Väre (FIN) P | 2.            |